# Sint-Audomaruskerk (Alveringem)

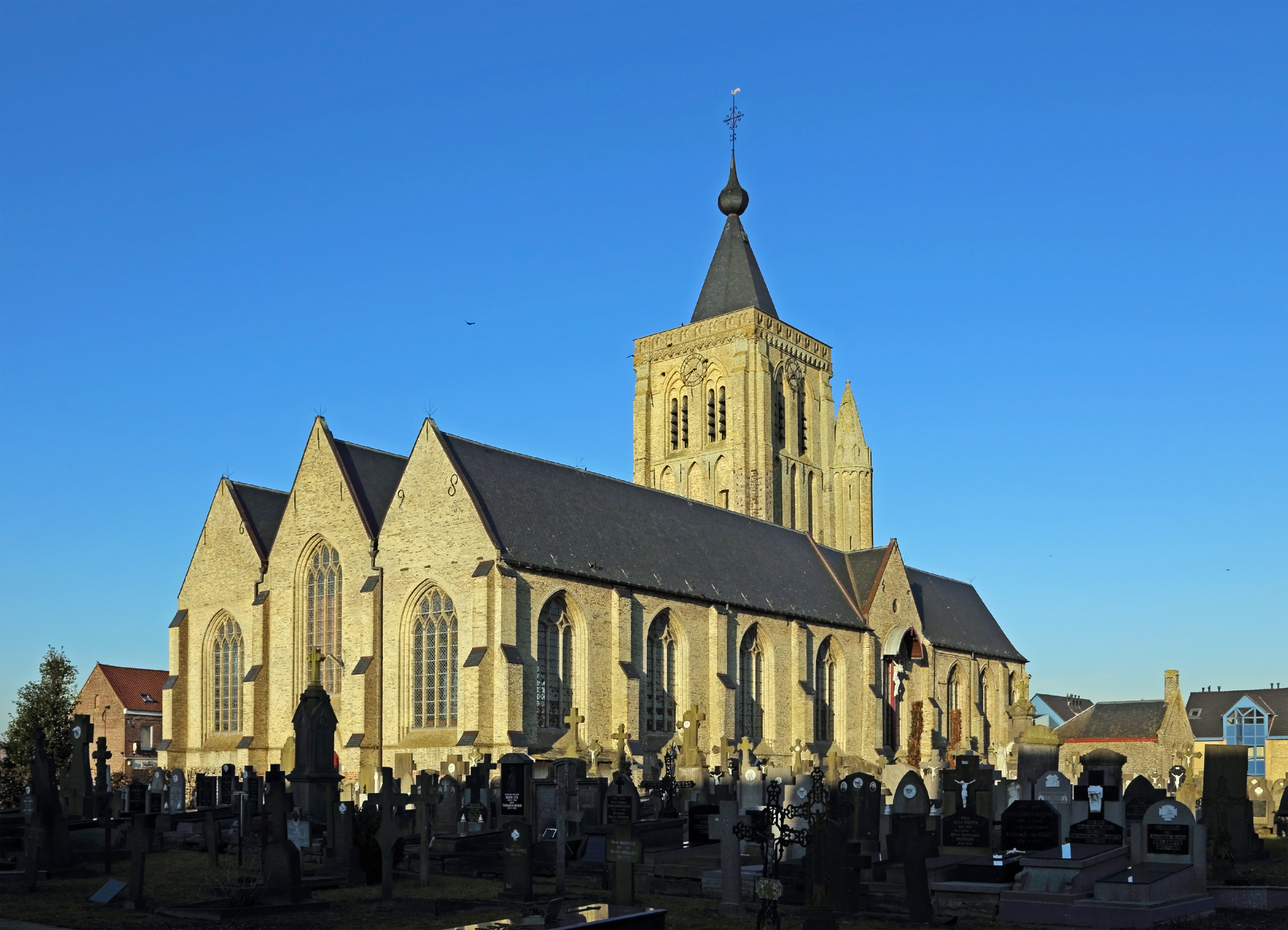
Sint-Audomaruskerk

De Sint-Audomaruskerk is de parochiekerk van de West-Vlaamse plaats Alveringem, gelegen aan het Dorp 1.

## Geschiedenis
Van oorsprong stond hier een romaanse kerk, waarvan enkele muurresten in ijzerzandsteen nog herinneren. Mogelijk heeft de romaanse kerk nog een voorganger uit de 7e of 8e eeuw gekend.
In de 16e eeuw ontstond een gotische hallenkerk, welke in 1658 door de Franse troepen, onder aanvoering van Condé, in brand werd gestoken. Het koor van de huidige kerk is nog van die oude hallenkerk afkomstig. Ook het zuidertransept is van 1656. Vanaf 1662 werd de kerk weer opgebouwd en in 1698 was de wederopbouw voltooid.
Tijdens de Eerste Wereldoorlog werd de kerk beschadigd door granaatinslagen en in de jaren '20 van de 20e eeuw weer hersteld. 

## Gebouw
Het betreft een driebeukige hallenkerk in gele baksteen, met een zware vieringtoren op vierkante plattegrond, geflankeerd door een ronde traptoren met stenen spits. Deze toren kwam pas in 1760 tot stand, nadat de oorspronkelijke toren zwaar was beschadigd in 1658. De achtkante torenspits draagt een uivormige top. Links van het toegangsportaal zijn huismerken te zien.

## Interieur
Het interieur is einde 17e-eeuws en uitgevoerd in overgangsstijl tussen barok en rococo. Een biechtstoel en de communiebank zijn van 1699. De preekstoel, in renaissancestijl, is van begin 17e eeuw. De pilaren in het koor zijn met rococo-motieven versierd. Het hoofdaltaar is 17e-eeuws en de zijaltaren zijn van omstreeks 1700. Vigor Bouquet schilderde de altaarstukken voor de zijaltaren, zoals de doop van de blinde zoon van Adalfridus, en de kroning van Maria in de hemel. Een wat merkwaardig schilderij van K. De Bondt toont Cyriel Verschaeve als Sint-Christoffel.